# Caradrina
Genre

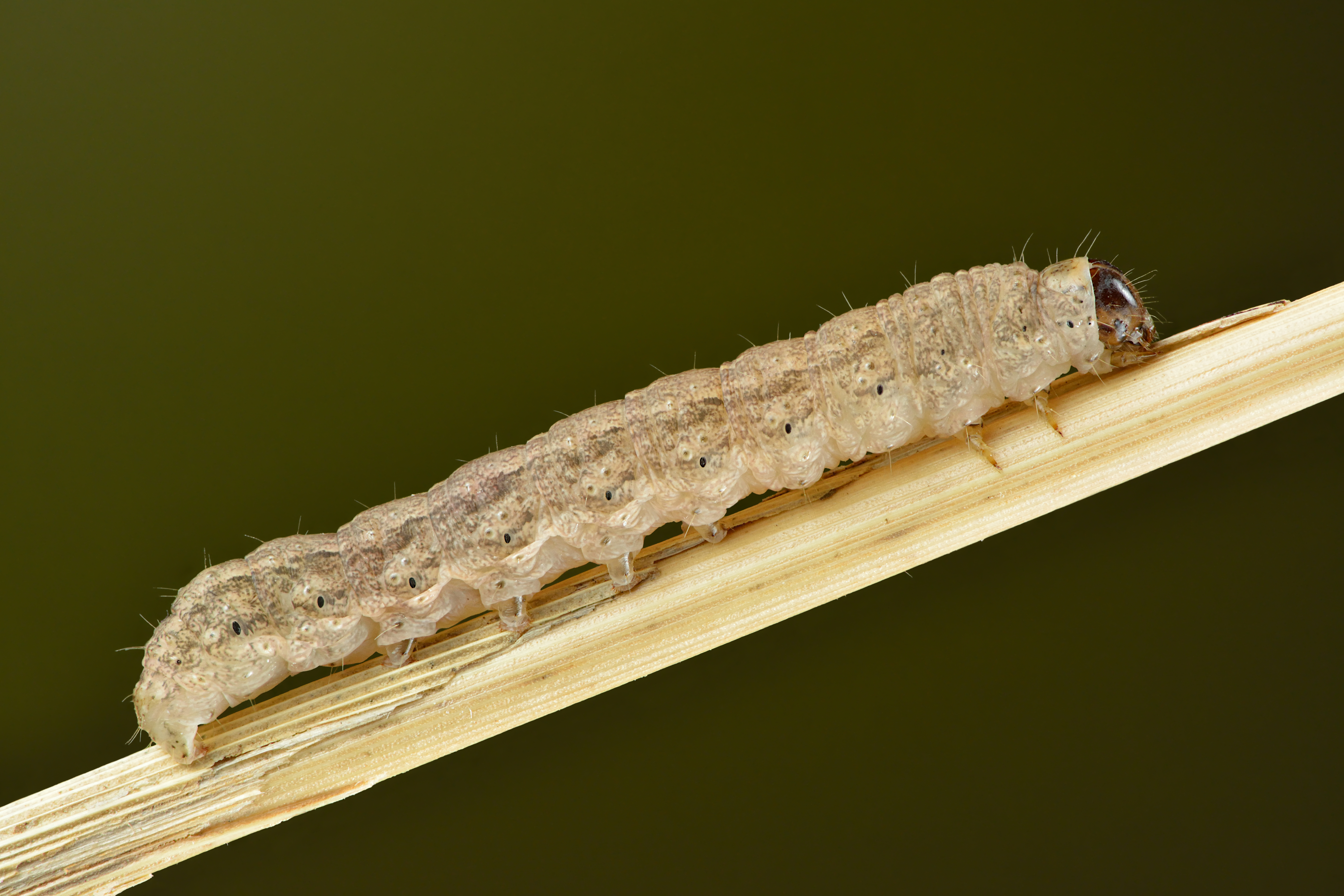
Une chenille de Caradrina se promène à Keila, Estonie. Décembre 2020.

Le genre Caradrina regroupe des lépidoptères (papillons) nocturnes de la famille des Noctuidae, de la sous-famille des Noctuinae.

## Sous-genres rencontrés en Europe
- Caradrina (Boursinidrina)
- Caradrina (Caradrina)
- Caradrina (Eremodrina)
- Caradrina (Kalchbergiana)
- Caradrina (Paradrina)
- Caradrina (Platyperigea)

## Espèces du sous-genreCaradrina (Caradrina)rencontrées en Europe
- Caradrina agrotina Staudinger 1892 ou Caradrina (Caradrina) agrotina
- Caradrina morpheus (Hufnagel, 1766) ou Caradrina (Caradrina) morpheus

Paradrina (comme Platyperigea) sont maintenant considérés comme des sous-genres de Caradrina.
La Noctuelle des jachères s'appelle donc Caradrina (Paradrina) clavipalpis (Scopoli, 1763) (valide d'après Fauna Europaea) tout comme Paradrina clavipalpis (Scopoli, 1763).

## Liste d'espèces
Selon ITIS (15 mars 2019) :
- Caradrina atrostriga (Barnes & McDunnough, 1912)
- Caradrina beta (Barnes & Benjamin, 1926)
- Caradrina camina (Smith, 1894)
- Caradrina clavipalpis (Scopoli, 1763) - Noctuelle des jachères
- Caradrina distinctoides Poole, 1989
- Caradrina meralis (Morrison, 1875)
- Caradrina mona (Barnes & McDunnough, 1912)
- Caradrina montana (Bremer, 1861)
- Caradrina morpheus (Hufnagel, 1766)
- Caradrina multifera (Walker, 1857)